# Play-off
Play-off của một giải đấu thể thao là một cuộc thi đấu sau mùa giải chính bởi các đối thủ hàng đầu để xác định nhà vô địch giải đấu hoặc một giải thưởng tương tự. Tùy thuộc vào giải đấu, play-off có thể là một trận đấu đơn lẻ, một loạt các trận đấu hoặc một giải đấu và có thể sử dụng hệ thống loại trực tiếp hoặc một trong số các thể thức play-off khác. Play-off, đối với các trận đấu quốc tế, là để giành quyền tham dự hoặc tiến tới vòng tiếp theo của một cuộc thi hoặc giải đấu.
Ở Anh và Scotland, play-off được sử dụng trong bóng đá để quyết định việc thăng hạng cho các đội có thành tích thấp hơn, thay vì xác định một nhà vô địch theo cách play-off được sử dụng ở Bắc Mỹ. Ở EFL Championship (giải hạng hai của bóng đá Anh), các đội xếp thứ 3 đến thứ 6 sau mùa giải chính cạnh tranh để quyết định vị trí thăng hạng cuối cùng lên Premier League.